# USS Natchez (PF-2)
«Натчез» (англ. HMS Natchez (PF-2) — військовий корабель, фрегат типу «Рівер» ВМС США за часів Другої світової війни.

## Історія створення
Фрегат «Натчез» був закладений 16 березня 1942 року на верфі канадської компанії Canadian Vickers Ltd. у Монреалі, як британський фрегат HMS Annan (K-297), згодом перейменований на HMCS Annan (K-297). 12 вересня 1942 року спущений на воду, а 16 грудня 1942 року увійшов до складу ВМС США.

## Історія служби
Через брак американських патрульних кораблів «Натчез» був переданий до складу ВМС США, ще на стадії будівництва. 16 грудня 1942 року після прийняття на службу в Оттаві, Онтаріо, «Натчез» відплив під конвоєм до Бостона і прибув на бостонську військово-морську верф 16 січня 1943 року для оснащення. 1 березня був прийнятий на службу до командування Східним морським кордоном і отримав наказ на супровід торговельних конвоїв між Кубою та Нью-Йорком. 15 квітня 1943 року «Натчез» було перейменовано в PF-2.
30 квітня 1945 року глибинними бомбами американських патрульного фрегата «Начез» та есмінців «Коффман», «Боствік» та «Томас» був потоплений східніше мису Гаттерас німецький ПЧ U-879.